# Томаковка (Каменской район)
Томаковка (укр. Томаківка) — село,
Водянский сельский совет,
Верхнеднепровский район,
Днепропетровская область,
Украина.
Код КОАТУУ — 1221083309. Население по переписи 2001 года составляло 33 человека.

## Географическое положение
Село Томаковка находится на расстоянии в 1,5 км от села Зелёное.
Рядом проходит автомобильная дорога Т-0415.

## Происхождение названия
На территории Украины 3 населённых пункта с названием Томаковка.